# Enicospilus enormous
Enicospilus enormous är en stekelart som beskrevs av Ian D. Gauld och Mitchell 1981. Enicospilus enormous ingår i släktet Enicospilus och familjen brokparasitsteklar. Inga underarter finns listade i Catalogue of Life.